# Вратарите
Вратарите е село в Североизточна България. То се намира в община Добричка, област Добрич.

## География
До селото стига път, но не минава, цари спокойствие и тишина.

## История
Старото име на селото е Капуджи махле (поселище на вратарите).
Селото се споменава в периодичния печат през 1924 г. във връзка с преследването на бегълците от Варненския окръжен затвор А. Христов, Г. Янков и М. Ризов.

## Население
Преброяване на населението през 2011 г.
Численост и дял на етническите групи според преброяването на населението през 2011 г.:
|                     | Численост | Дял (в %) |
| Общо                | 52        | 100,00    |
| Българи             | 51        | 98,07     |
| Турци               | 0         | 0,00      |
| Цигани              | 0         | 0,00      |
| Други               | 0         | 0,00      |
| Не се самоопределят | 0         | 0,00      |
| Неотговорили        | 0         | 0,00      |

## Редовни събития
Селски сбор, който се провежда всяка втора неделя след Великден.

## Личности
- Нягол Петков – бивш зам.министър по строителството.